# SUNKIN
『SUNKIN』（サンキン）は、2012年10月7日からラジオ福島（rfc）で放送されている生放送のラジオ番組。番組開始から2020年3月までは『手塚とナッコのSunday“卵→KING”』（てづかとナッコのサンデーらんキング）のタイトルで放送。

## 概要
2012年10月7日放送開始。初回は堀下さゆりがゲスト出演した。当初は、メインパーソナリティを手塚伸一もしくは鏡田辰也（両名ともラジオ福島アナウンサー、鏡田は当時）のどちらかが担当していたが、後にメインパーソナリティを手塚に固定し、何度かゲスト出演していたナッコ（加藤菜々子）をアシスタントとして迎えた。コーナー以外にはフリートークとリスナーからのリクエスト曲で構成されていた。
2020年3月29日の放送をもってにナッコが卒業。同年4月5日の放送から現タイトルに改題し、シンガーソングライターのCaryaをアシスタントパーソナリティに迎える。リスナーのリクエストを集計して番組独自の楽曲ランキングを作成したり、Caryaやゲストの生歌などで構成する音楽番組となった。
2021年4月3日の放送から、『ニューシニアマガジン 大和田新のラヂオ長屋』と枠交換の形で日曜日から土曜日へ移動した。
ラジオ福島スタジオからの公開生放送や、福島県内各地からの出張公開生放送（後述）を行うこともある。また、放送当日に他の仕事で手塚が不在の場合は、ラジオ福島アナウンサーが代役を務める。出張公開生放送時はラジオ福島のスタジオに別のアナウンサーを待機させて放送する。
地震など災害発生時には災害特別番組に切り替えることがある。2021年2月14日の放送は前日13日に発生した福島県沖を震源とする最大震度6強の地震に関する特別番組として放送した。
2022年3月26日の放送をもってにCaryaが音楽活動終了に伴い卒業。2022年4月2日からはCaryaの後任は設けず手塚が単独で担当する他、福島県にゆかりのあるアーティストが週替りでゲスト出演する。

## 放送時間
2012年10月7日 - 2021年3月28日
日曜 10時00分 - 13時00分
2021年4月3日 - 現在
土曜 10時00分 - 13時00分
※10時15分 - 10時35分は『はいうぇい人街ネットふくしま』（内包番組）を放送。
- 毎年12月24日から12月25日にかけて放送される『ラジオ・チャリティ・ミュージックソン』と放送日が重なる場合、本番組は休止となる。直近では2022年12月24日放送分は番組表上は「SUNKIN」ながら、「ミュージックソン 直前スペシャル」として放送された。パーソナリティは手塚ではなく[注釈 5]平日の「スマイル！」の井畑美穂子が担当した。番組内容も通常と異なり「スマイル！」に近いものになった[注釈 6]。
- 福島競馬の開催期間は、本番組終了後の13時から15時まで、福島本局では『福島競馬実況中継』が、他の中継局では同時間帯に『手塚とナッコのSunday“卵→KING” Extra』が放送されていた[8][9]。2017年以降は全局が競馬中継を放送することになったため、この措置は2016年で終了した。

## 主なコーナー
2022年4月現在
メッセージテーマ
献血プチインフォメーション
献血にまつわる知識や情報を提供するコーナー。2021年3月までは手塚が出題者になり、Caryaたちが献血にまつわるクイズに挑戦するコーナーであった。
昼の希望音楽会 ～SUNKIN-RANKIN～ 
2021年4月からコーナー番組として放送。平日版と異なり、毎週テーマを設けてリスナーから募集したリクエストを基に、番組独自の楽曲ランキングを作成する。ランキングは1位から5位の順に紹介される。、4位と5位の合間に番外編として1票しかリクエストされなかった曲「1票さん」が紹介される。2024年4月よりゲストパーソナリティが1位の曲を的中させると正解した翌週以降に後述の「呼ばれて飛び出てゲストちゃん」のコーナー内のミニ番組を担当する権利が与えられる方式になった。
呼ばれて飛び出てゲストちゃん
2024年4月よりこれまでの「グリーンメロディ」に代わりスタート。前述の「昼の希望音楽会 ～SUNKIN-RANKIN～」でゲストパーソナリティが1位の曲を的中させた場合、その翌週にそれ以降のゲストパーソナリティが1位を的中させた週までコーナー内の5分前後のミニ番組を担当できる権利が与えられる 。ミニ番組継続中に担当のパーソナリティがゲストの場合は正解不正解に関わらず自動的にミニ番組は継続となる。またゲストが不在の時も自動的に番組は継続となる。本来の時間に臨時でラジオショッピング番組や特番が挿入される場合は11時前に移動されることもある。
CMつくろうプロジェクト
放送日時点での来月分の40秒間の番宣CMを番組内でそれぞれ異なるゲストパーソナリティが製作する。月によってばらつきはあるが基本的に1週目はCMのテーマ決め・CMフレーズ1行目、2週目はCMフレーズ2・3行目、3週目はCMに挿入するサウンドエフェクト、4週目はCMフレーズに合わせた曲を作成しCM収録となる。
など、時折、コメントゲストからのメッセージを紹介することもある。

### 過去の主なコーナー
- なりきりナッコの当ててみなさ〜い
- 気になる・身になる・為になる
- おまかせ、検索ナッコちゃん
- おまかせ、連想ナッコちゃん[12]
- 福島ユナイテッド情報
- かすみんの献血インフォメーション
- サンキン昆虫探検隊
- なんだか気になる・やっぱり気になる・とにかく気になる・る・る
- サンキンミニシアター・その言葉をきかせて
- ナッコの今日も不順調[13]
- ナッコの馬女計画
- いまいちゃんがゆく
- 誰が本当のアシスタント〜
- ちびっこウェザーインフォメーション
- Caryaのラブ指南

リスナーの恋愛の悩みにCaryaが答えていく。
テーマ曲：ミラクルぱらだいす
- あれ それ なにこれ?

月1回放送のコーナー。Caryaが収録してきた身近な音が何の音か当てる。
- みんなで知ッチャオ！けんけつcollege

月1回放送のコーナー。姫野つばさが献血に関するクイズを出題。手塚とCaryaが挑戦する。
- 親子でつくろっ♪ちびっこサンキン弁当

2020年から夏頃におこなっている福島県のスーパー、リオン・ドールとのコラボ企画。福島県在住の親子が作った弁当の写真とレシピを募集し、番組内で紹介するコーナー。
- 飲んでらっく〜♪Goodラック〜♪
- Carya先生と一緒だよ! → Carya園長と遊びましょう!

Caryaが先生、手塚たちが園児を演じ、クイズに挑戦する。
- グリーンメロディ [注釈 4]

2021年4月からコーナー番組として放送。2022年5月より平日版同様、テーマに基づいた曲のリクエストを1曲受け付ける。その他にはマーケティングインフォメーション（農産物の市場の値動き）、リスナーからの野菜を美味しく食べる方法のコーナーがあるが、月曜を除く平日版と異なり後半の暮らしのインフォメーションコーナーはない。2021年4月〜2022年4月はリスナーから募集した渾身の1曲の中から2曲を流し、どちらの曲が渾身さが伝わったかをCaryaが判定していた。テーマ曲も平日版と同じサージェント・クラッカー・バンドの「希望の口笛」。公開生放送時は稀にスタジオに待機しているアナウンサーが担当する場合がある。2024年3月をもって土曜版の放送が廃止された。
など

## 出張公開生放送
年に何度か福島県内各地の施設やイベント会場から出張公開生放送を行っている。また、番組放送中にパーソナリティが外出し、福島競馬場から生中継を行うこともある。中通り北部・中部や会津地方からの放送が多いが、浜通りからの放送は2017年の内陸北部の飯舘村からの放送が唯一であり、浜通り沿岸部・南部、中通り南部に至っては天栄村を除き全く行われておらず、極めてまれである。
| 日付           | 場所                                        | ゲスト                          | 備考     |
| -------------- | ------------------------------------------- | ------------------------------- | -------- |
| 2014年8月3日   | 羽鳥湖高原レジーナの森（天栄村）            |                                 |          |
| 2015年10月25日 | 第61回 二本松の菊人形（二本松市）           |                                 | イベント |
| 2016年8月7日   | 羽鳥湖高原レジーナの森（天栄村）            | MANAMI                          |          |
| 2016年10月16日 | ふくしまバーガーサミット2016（桑折町）      |                                 | イベント |
| 2016年10月23日 | 第62回 二本松の菊人形（二本松市）           |                                 | イベント |
| 2017年7月30日  | 道の駅国見 あつかしの郷（国見町）           | なすび                          | [ 18 ]   |
| 2017年8月20日  | いいたて村の道の駅までい館（飯舘村）        |                                 | [ 19 ]   |
| 2017年10月22日 | ふくしまバーガーサミット2017（桑折町）      |                                 | イベント |
| 2017年10月29日 | 第63回 二本松の菊人形（二本松市）           |                                 | イベント |
| 2018年2月11日  | 福島駅東口駅前広場（福島市）                | 舞木香純                        | [ 21 ]   |
| 2018年10月21日 | 第64回 二本松の菊人形（二本松市）           | 姫野つばさ                      | イベント |
| 2019年3月10日  | 福島県赤十字血液センター（福島市）          | 姫野つばさ 空野大               | イベント |
| 2019年3月17日  | 道の駅あいづ 湯川・会津坂下（湯川村）       | デフロック・ターキン            | [ 24 ]   |
| 2019年10月20日 | 第65回 二本松の菊人形（二本松市）           | ひとりぼっち秀吉BAND            | イベント |
| 2020年2月2日   | 土湯温泉観光交流センター 湯愛舞台（福島市） | ひとりぼっち秀吉BAND            | [ 26 ]   |
| 2020年3月8日   | 福島県赤十字血液センター（福島市）          | 姫野つばさ ひとりぼっち秀吉BAND | [ 27 ]   |
| 2020年9月20日  | 道の駅あいづ 湯川・会津坂下（湯川村）       |                                 | [ 28 ]   |
| 2020年10月11日 | 福島県立霞ヶ城公園（二本松市）              |                                 | イベント |

## その他
2019年の塙町産業祭では、本番組パーソナリティの手塚とナッコが総合司会を務めた。過去には、産業祭内イベントの水上俵引き競争に今井ディレクター率いる「サンキンいまいちゃんズ」で出場したことがある。
2020年9月27日には、本番組と酪王乳業とのコラボで『ラジオdeつながる酪王まつり』を放送した。
「SUNKIN」の番組名は、「Sunday“卵→KING”」で日曜日に放送していたことに由来するが、2021年4月の土曜日移動時に番組名の変更は行っていない。ちなみに隣県茨城放送には「サタキン」の愛称で放送されている番組がある。